# Aspidoscelis exsanguis
Aspidoscelis exsanguis (плямистий чіуауанський батогохвіст) — вид ящірок родини теїдових (Teiidae). Мешкає в США і Мексиці.

## Поширення і екологія
Плямисті чіуауанські батогохвости поширені від верхів'їв Ріо-Гранде, Пекоса та Канейдіана в Нью-Мексико на південь через західний Техас до басейнів річок Кончос і Папігочік в центральному Чіуауа та на захід до південно-східної Аризони та північно-східної Сонори. Вони живуть в пустельях і напівпустелях, в соснових і дубово-соснових лісах, на кам'янистих схилах і в каньйонах, на висоті від 760 до 2440 м над рівнем моря. Віддають перевагу вічнозеленим дубово-ялівцевим, ялівцевим та ялівцево-сосновим лісам Сьєрра-Мадре, бахадам та долинам.